# Стеньгурт
Стеньгурт — деревня в Кезском районе Удмуртской республики.

## География
Находится в северо-восточной части Удмуртии на расстоянии приблизительно 5 км на юго-запад по прямой от районного центра поселка Кез.

## История
Известна с 1873 года как починок Медминской (Стеньгурт) с 7 дворами, в 1905 году здесь было отмечено 23 двора, в 1924 году (уже деревня Стеньгурт) — 34. До 2021 года входила в состав Сосновоборского сельского поселения.

## Население
Постоянное население составляло 64 человека (1873), 209 (1905), 281 (1924, все удмурты), 190 человек в 2002 году (удмурты 93 %), 112 в 2012.